# Полици Дженероза
Полици Дженероза (на италиански: Polizzi Generosa) е град и община в Южна Италия, провинция Палермо на регион Сицилия. Намира се на 917 m надморска височина, на 88 км южно от град Палермо. Населението на Полици Дженероза е 3756 души от преброяването през 2009 г.

## Личности
Починали
- Винсънт Скиавели (1948 – 2005), актьор